# Juan Pérez Márquez
Juan Pérez Márquez, dit Juancho Pérez, né le 3 janvier 1974 à Badajoz, est un ancien handballeur international espagnol évoluant au poste de pivot-défenseur. Il est notamment champion du monde en 2005, trois fois vice-champion d'Europe et deux fois médaillé de bronze aux Jeux olympiques.
En club, il a effectué toute sa carrière en Espagne, remportant notamment une Ligue des champions et trois Coupe des coupes ainsi que quatre championnats d'Espagne. Il met un terme à sa carrière professionnelle en 2009.

## Résultats

### En club
Compétitions internationales
- Ligue des champions
  - vainqueur (1) : 1996 (avec FC Barcelone)
  - finaliste (2) : 2003 et 2006 (avec SDC San Antonio)
- vainqueur de la Coupe des coupes (3) : 1995 (avec FC Barcelone), 1999 (avec Ademar León) et 2004 (avec SDC San Antonio)

Compétitions nationales
- vainqueur du championnat d'Espagne (4) : 1996 (avec FC Barcelone), 2001 (avec Ademar León), 2002 et 2005 (avec SDC San Antonio)
- vainqueur de la Coupe ASOBAL (3) : 1995, 1996 (avec FC Barcelone), 1999 (avec Ademar León)
- vainqueur de la Supercoupe d'Espagne (3) : , 2002, 2003 et 2006 (avec SDC San Antonio)
- vainqueur du Championnat d'Espagne de D2 (1) : 1994

### En sélection nationale
Jeux olympiques
- Médaille de bronze aux Jeux olympiques de 1996 à Atlanta,  États-Unis
- Médaille de bronze aux Jeux olympiques de 2000 à Sydney,  Australie
- 7e place aux Jeux olympiques de 2004 à Athènes,  Grèce

Championnats du monde
- 9e place au Championnat du monde 1997,  Japon
- 4e place au Championnat du monde 1999,  Égypte
- 4e place au Championnat du monde 2003,  Portugal
- Médaille d'or au Championnat du monde 2005,  Tunisie
- 7e place au Championnat du monde 2007,  Allemagne

Championnats d'Europe
- Médaille d'argent au Championnat d'Europe 1996,  Espagne
- Médaille d'argent au Championnat d'Europe 1998,  Italie
- Médaille de bronze au Championnat d'Europe 2000,  Croatie
- 7e place au Championnat d'Europe 2002,  Suède
- 10e place au Championnat du d'Europe 2004,  Slovénie
- Médaille d'argent au Championnat d'Europe 2006,  Suisse

Autres
- Médaille de bronze aux Jeux méditerranéens de 1997